# Municipio de Viola (condado de Audubon)
El municipio de Viola (en inglés: Viola Township) es uno de los doce municipios ubicados en el condado de Audubon en el estado estadounidense de Iowa. En el año 2000 el municipio tenía una población de 196 habitantes y una densidad poblacional de 2,1 personas por km².

## Geografía
El municipio de Viola se encuentra ubicado en las coordenadas 41°49′13″N 94°48′11″O / 41.82028, -94.80306.